# Rick Wills
Rick Wills (5 de dezembro de 1947) é um baixista britânico, mais conhecido por seu trabalho com as bandas Foreigner, Small Faces e Bad Company.

## Discografia
Com o Roxy Music
- Viva! - Atco (1976)

Com o Small Faces
- Playmates (1977)
- 78 in the Shade - Atlantic (1978)

Com David Gilmour
- David Gilmour - Harvest (1978)

Com o Foreigner
- Head Games - Atlantic (1979)
- 4 - Atlantic
- Agent Provocateur - Atlantic (1984)
- Inside Information - Atlantic (1987)
- Unusual Heat - Atlantic (1994)

Com o Bad Company
- What You Hear Is What You Get: The Best of Bad Company - Atco (1993)
- Company of Strangers - Elektra (1995)
- Stories Told & Untold - Elektra (1997)